# Ульрих IV (граф Вюртемберга)
Ульрих IV (нем. Ulrich IV.; после 1315 — 1366) — граф Вюртемберга в 1344—1362 годах. Сын графа Ульриха III.
Правил совместно с братом Эберхардом II Сварливым, который считался главным в их тандеме. Несколько раз пытался добиться раздела владений. Однако 3 декабря 1361 года по настоянию брата подписал соглашение о неделимости Вюртемберга.
Вскоре после этого, 1 мая 1362 года, Ульрих полностью отказался от участия в управлении графством.
Жена (свадьба состоялась не позднее 1350 года) — Катарина фон Хельфенштайн. Детей не было.
Умер в 1366 году в замке Гогеннойфен.